# Marboué
Marboué est une commune française située dans le sud du département d'Eure-et-Loir, en région Centre-Val de Loire.

## Géographie

### Situation et géographie générale
Le village de Marboué est situé dans la vallée creusée par la rivière le Loir. Le territoire de la commune s'étend jusque dans les dernières plaines de Beauce à l'ouest, où se situent quelques hameaux dépendants de cette commune : Mortiers, Vilsard, Anouillet, le Plessis, le Tronchet et Villarmoy.
L'occupation du sol est dominée par la culture d'openfield sur une mince couche de limons fertiles posé sur un calcaire de Beauce assez argileux. Les cultures s'étendent jusque dans la plaine alluvionnaire de la vallée du Loir. La commune est désormais en situation périurbaine de la ville de Châteaudun.

Situation géographique
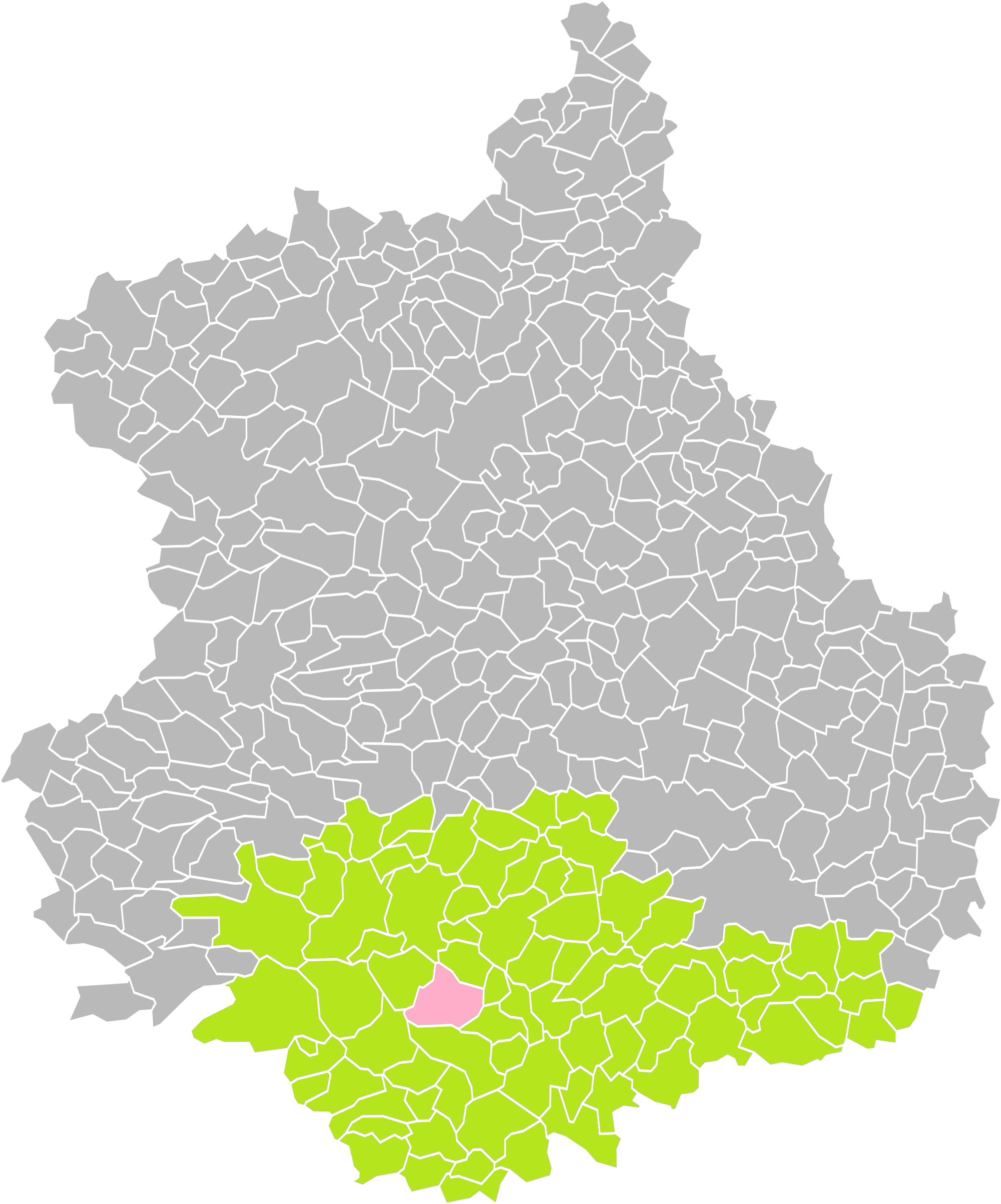
Marboué dans son arrondissement.
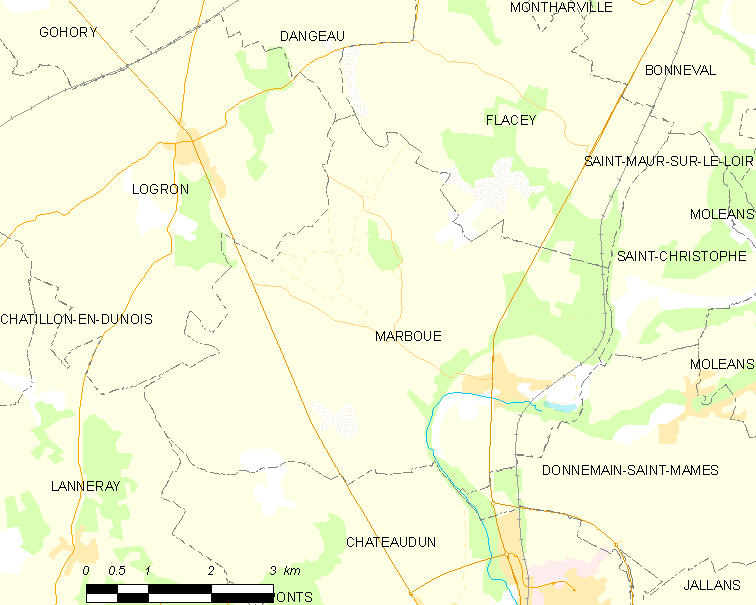
Carte de la commune de Marboué.

### Communes limitrophes
| Logron              | Dangeau, Flacey | Saint-Christophe      |
| Châtillon-en-Dunois | Marboué         | Moléans               |
| Lanneray            | Châteaudun      | Donnemain-Saint-Mamès |

### Hameaux, lieux-dits et écarts
- Anouillet : sur la route de Logron à Marboué, compte 24 habitants.
- Écoublanc : lieu avec un moulin qui appartenait aux religieuses bénédictines de l'abbaye Saint-Avit-les-Guêpières. En mai 1660, l'abbesse Catherine I d'Illiers de Balsac passe un marché devant le notaire Charles Mauduit pour faire procéder à la réparation des chaussées de ce moulin[2].
- Mortiers : un hameau de 21 habitants, à proximité de Logron et de son hameau Le Grand Juday, également relié à Flacey et son hameau Chanteloup par un chemin herbeux.
- Le Plessis : sur la route de Châtillon-en-Dunois, compte 40 habitants. L'ancienne seigneurie comportait un château dont il ne reste que des communs et un pigeonnier, devenu gîte rural, et était connue sous le nom de Le Plessis-Hugon.
- Le Tronchet : au sud-ouest de la commune, compte 39 habitants et a conservé sa mare.
- Villarmoy : dont le nom signifie « maison éloignée des importuns »[réf. nécessaire], compte 30 habitants.
- Vilsard : du latin « maison bien tenue »[réf. nécessaire], est un hameau de 30 habitants.

Hameaux de Marboué
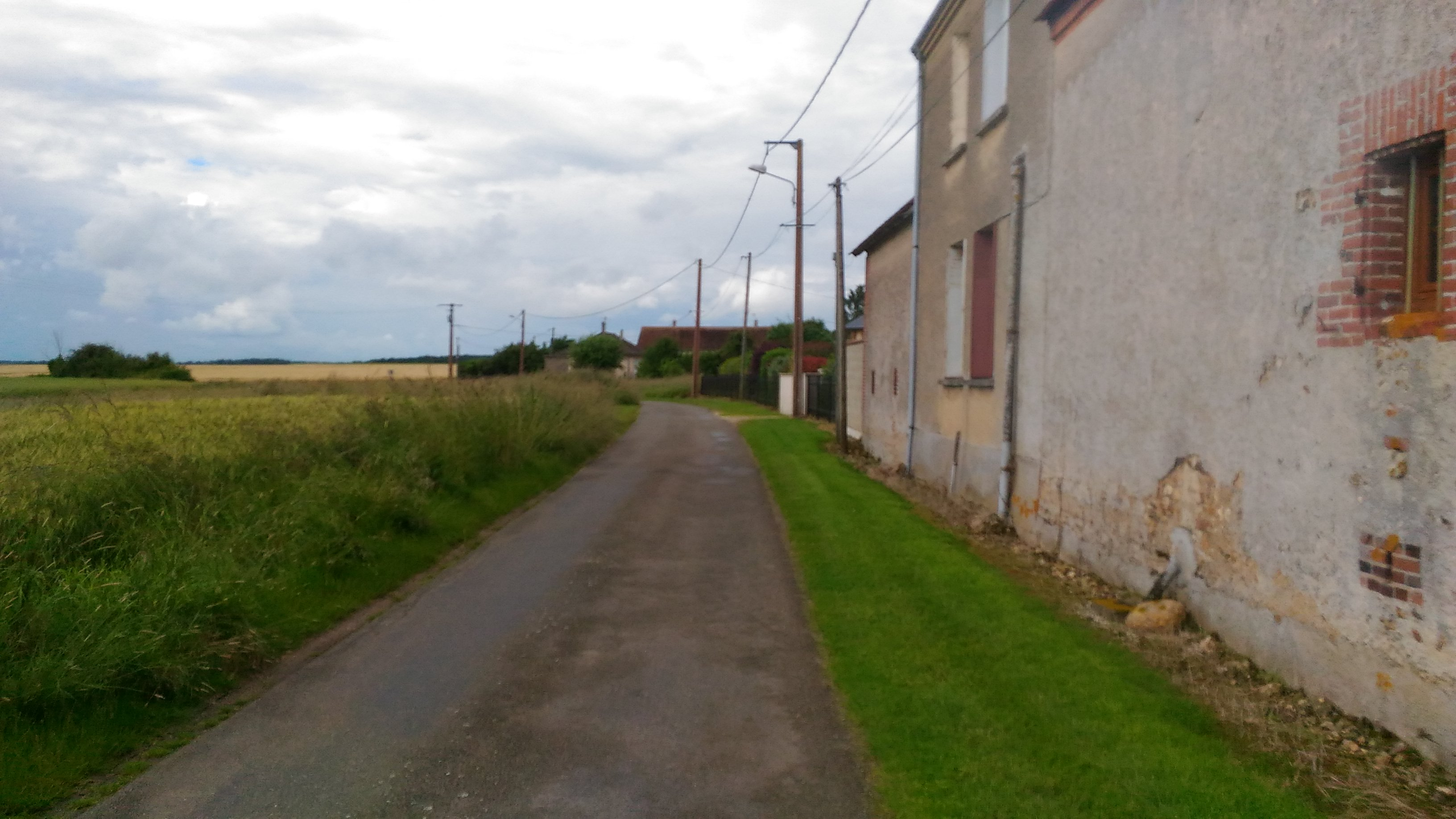
Mortiers
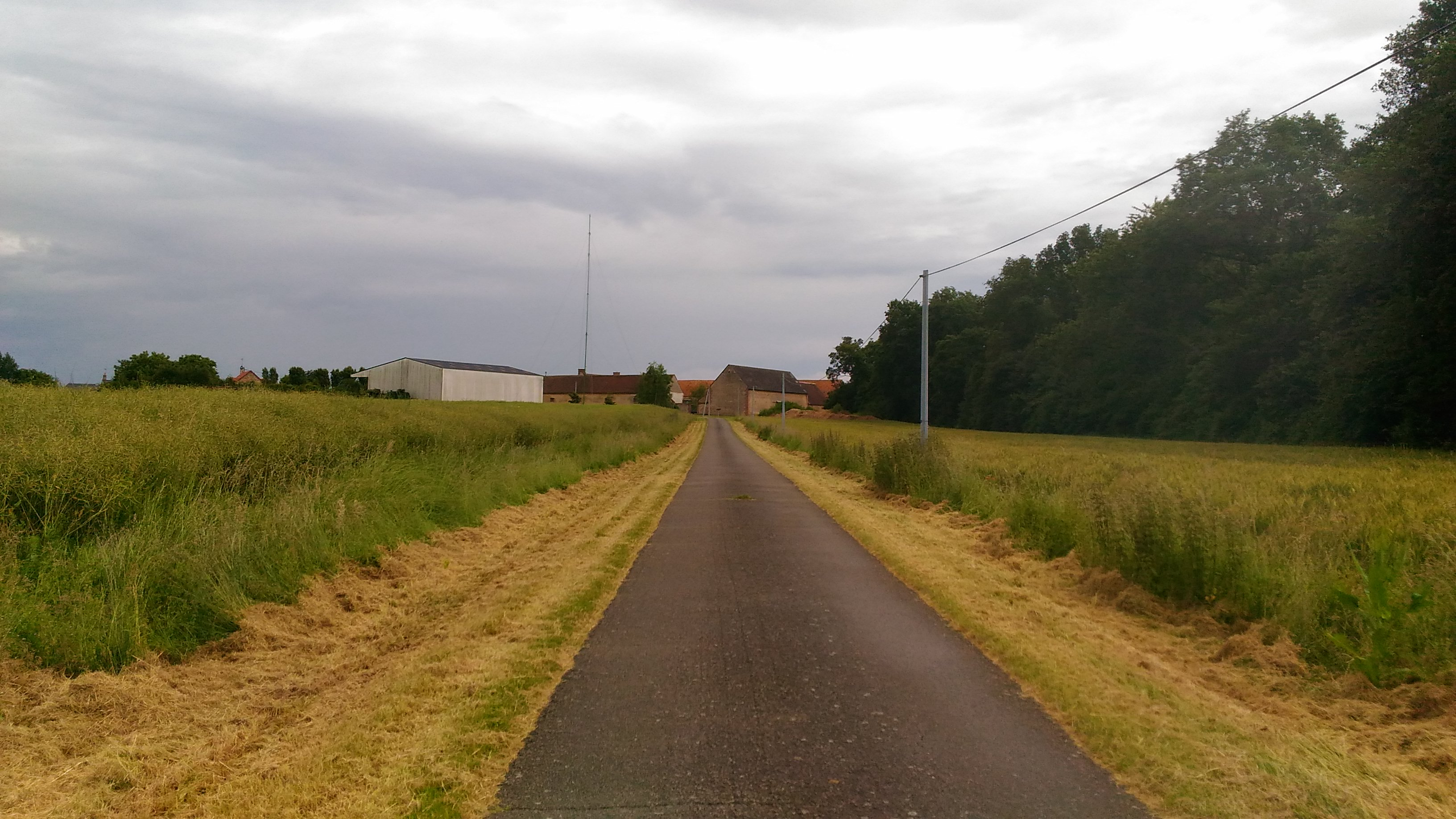
Vilsard
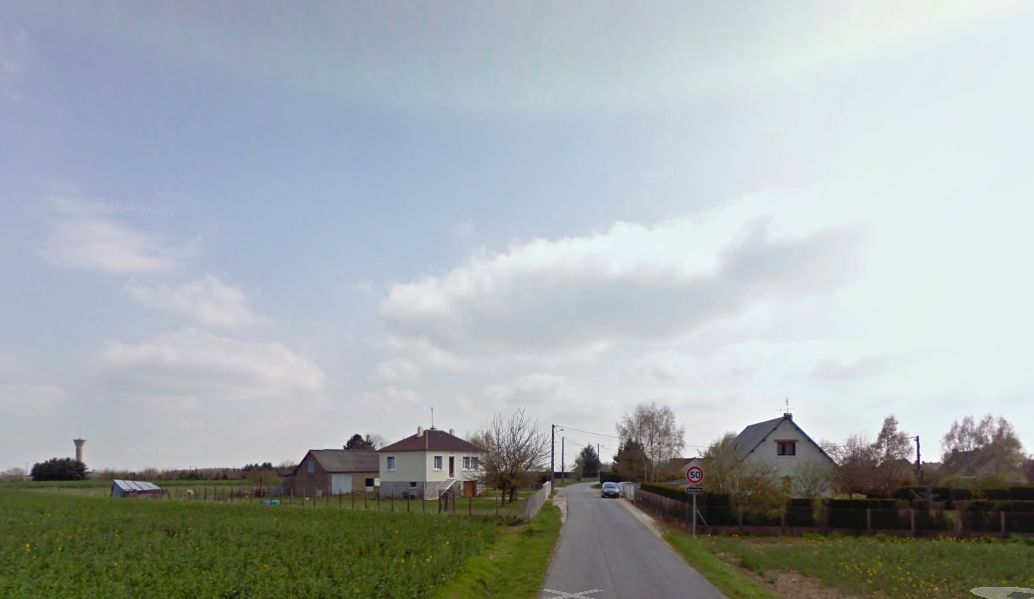
Anouillet
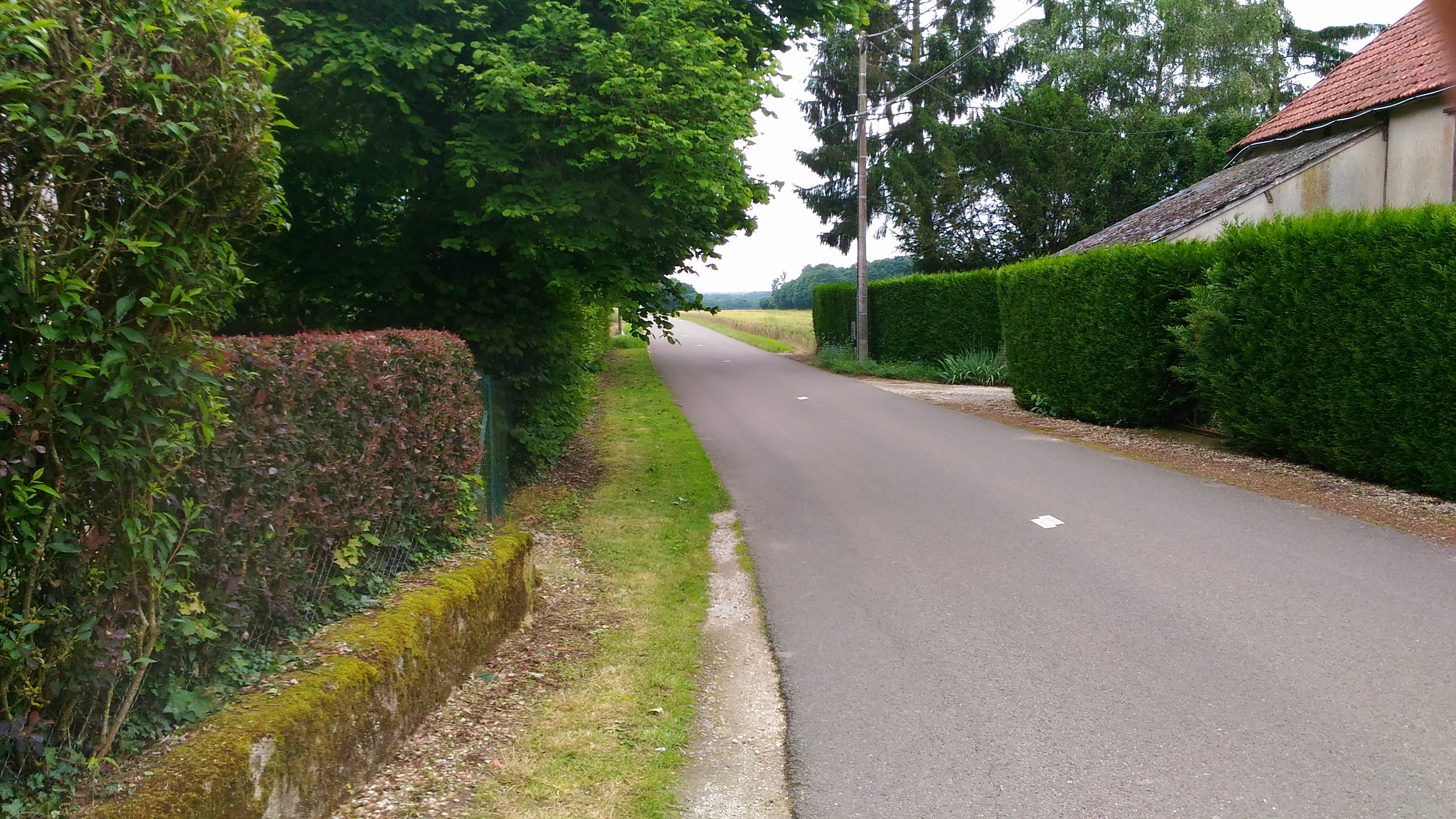
Le Plessis
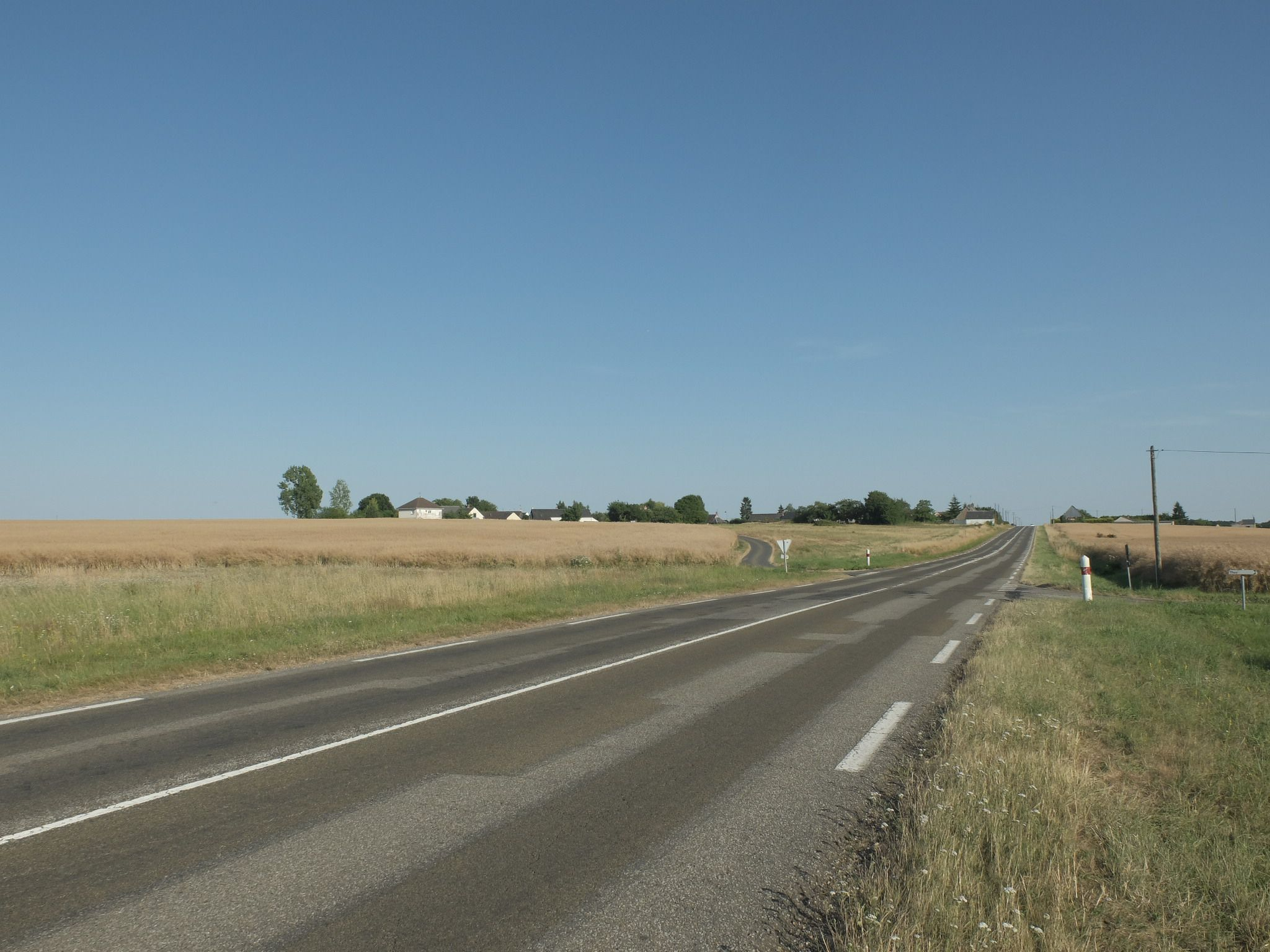
Le Tronchet
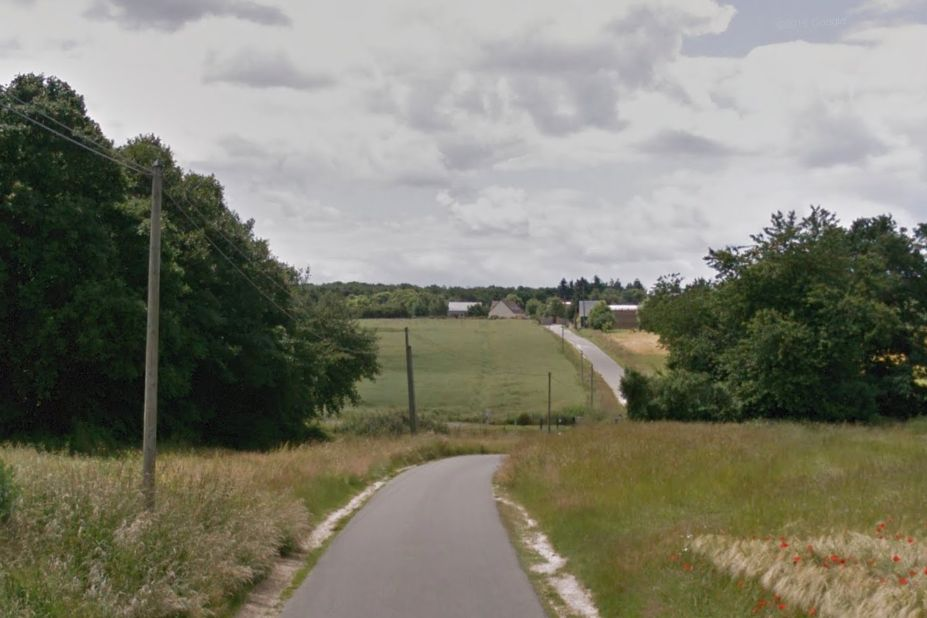
Villarmoy

### Voies de communication et transports

#### Réseau routier
La commune est située en zone périurbaine de Châteaudun, à 5 km au nord et sur un axe routier important la route nationale 10, ce qui explique sa croissance démographique positive depuis 1982. Plus à l'ouest, la D 955, l'ancienne route nationale 155 reliant Orléans à Saint-Malo traverse également le territoire de la commune.

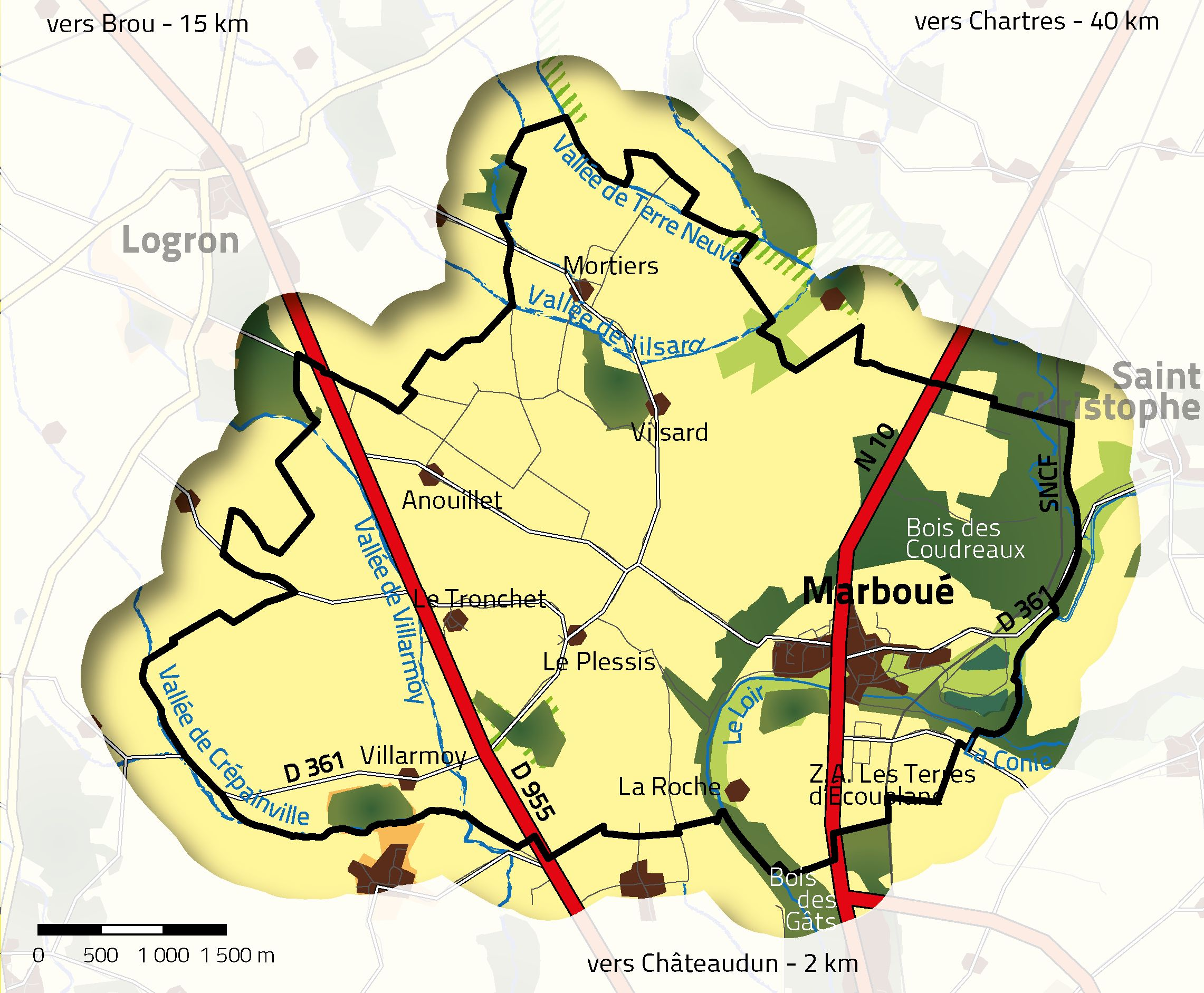
Sources : Les contributeurs d'Openstreetmap, Corine Land Cover (European Environment Agency), Institut géographique national.

### Climat
Pour des articles plus généraux, voir Climat du Centre-Val de Loire et Climat d'Eure-et-Loir.
En 2010, le climat de la commune est de type climat océanique dégradé des plaines du Centre et du Nord, selon une étude du CNRS s'appuyant sur une série de données couvrant la période 1971-2000. En 2020, Météo-France publie une typologie des climats de la France métropolitaine dans laquelle la commune est exposée à un climat océanique altéré et est dans la région climatique  Moyenne vallée de la Loire, caractérisée par une bonne insolation (1 850 h/an) et un été peu pluvieux. 
Pour la période 1971-2000, la température annuelle moyenne est de 11 °C, avec une amplitude thermique annuelle de 15 °C. Le cumul annuel moyen de précipitations est de 631 mm, avec 10,9 jours de précipitations en janvier et 7,3 jours en juillet. Pour la période 1991-2020, la température moyenne annuelle observée sur la station météorologique de Météo-France la plus proche, « Châteaudun », sur la commune de Jallans à 5 km à vol d'oiseau, est de 11,5 °C et le cumul annuel moyen de précipitations est de 603,3 mm,. Pour l'avenir, les paramètres climatiques de la commune estimés pour 2050 selon différents scénarios d'émission de gaz à effet de serre sont consultables sur un site dédié publié par Météo-France en novembre 2022.

## Urbanisme

### Typologie
Au 1er janvier 2024, Marboué est catégorisée bourg rural, selon la nouvelle grille communale de densité à 7 niveaux définie par l'Insee en 2022.
Elle est située hors unité urbaine. Par ailleurs la commune fait partie de l'aire d'attraction de Châteaudun, dont elle est une commune de la couronne,. Cette aire, qui regroupe 25 communes, est catégorisée dans les aires de moins de 50 000 habitants,.

### Occupation des sols
L'occupation des sols de la commune, telle qu'elle ressort de la base de données européenne d’occupation biophysique des sols Corine Land Cover (CLC), est marquée par l'importance des territoires agricoles (85,7 % en 2018), en diminution par rapport à 1990 (86,9 %). La répartition détaillée en 2018 est la suivante : 
terres arables (80 %), forêts (11,4 %), prairies (3,8 %), zones urbanisées (2 %), zones agricoles hétérogènes (1,8 %), zones industrielles ou commerciales et réseaux de communication (0,9 %). L'évolution de l’occupation des sols de la commune et de ses infrastructures peut être observée sur les différentes représentations cartographiques du territoire : la carte de Cassini (XVIIIe siècle), la carte d'état-major (1820-1866) et les cartes ou photos aériennes de l'IGN pour la période actuelle (1950 à aujourd'hui).

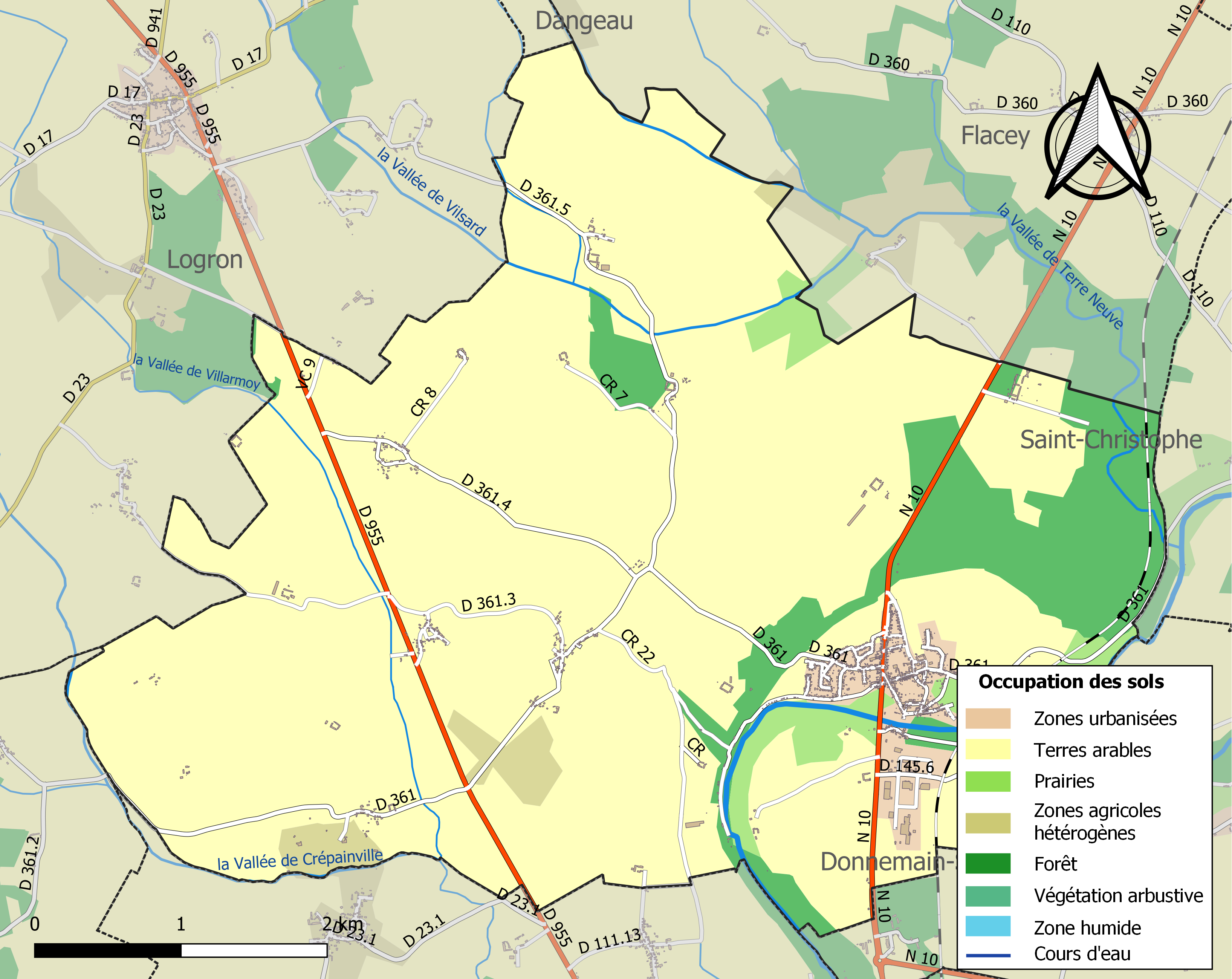
Carte des infrastructures et de l'occupation des sols de la commune en 2018 (CLC).

### Risques majeurs
Le territoire de la commune de Marboué est vulnérable à différents aléas naturels : météorologiques (tempête, orage, neige, grand froid, canicule ou sécheresse), inondations, mouvements de terrains et séisme (sismicité très faible). Il est également exposé à un risque technologique, le transport de matières dangereuses. Un site publié par le BRGM permet d'évaluer simplement et rapidement les risques d'un bien localisé soit par son adresse soit par le numéro de sa parcelle.

#### Risques naturels
Certaines parties du territoire communal sont susceptibles d’être affectées par le risque d’inondation par débordement de cours d'eau, notamment le Loir. La commune a été reconnue en état de catastrophe naturelle au titre des dommages causés par les inondations et coulées de boue survenues en 1995, 1999 et 2021,.

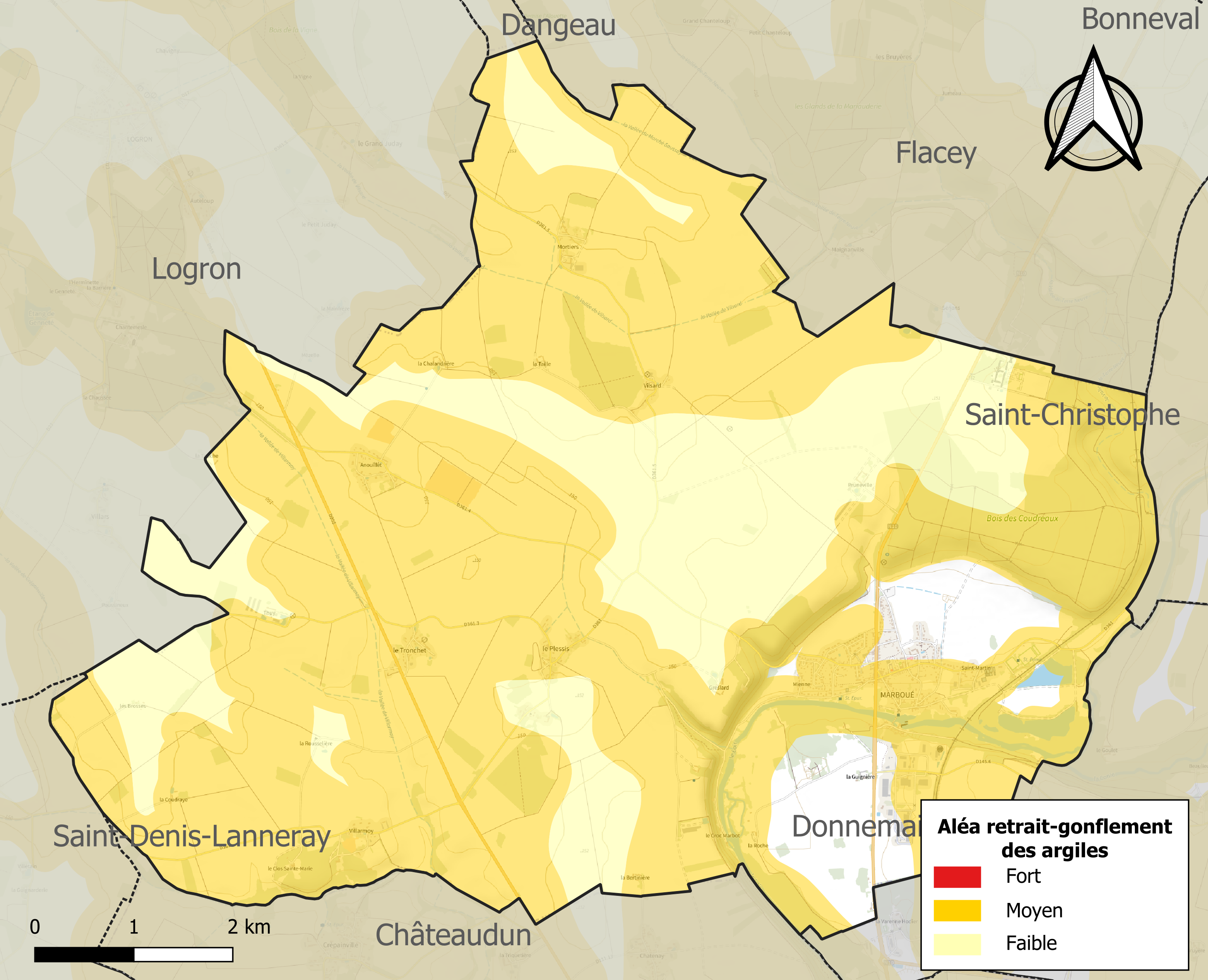
Carte des zones d'aléa retrait-gonflement des sols argileux de Marboué.

Les mouvements de terrains susceptibles de se produire sur la commune sont des affaissements et effondrements liés aux cavités souterraines. L'inventaire national des cavités souterraines permet de localiser celles situées sur la commune.
Le retrait-gonflement des sols argileux est susceptible d'engendrer des dommages importants aux bâtiments en cas d’alternance de périodes de sécheresse et de pluie. 71,5 % de la superficie communale est en aléa moyen ou fort (52,8 % au niveau départemental et 48,5 % au niveau national). Sur les 553 bâtiments dénombrés sur la commune en 2019, 448 sont en aléa moyen ou fort, soit 81 %, à comparer aux 70 % au niveau départemental et 54 % au niveau national. Une cartographie de l'exposition du territoire national au retrait gonflement des sols argileux est disponible sur le site du BRGM,.
Concernant les mouvements de terrains, la commune a été reconnue en état de catastrophe naturelle au titre des dommages causés par des mouvements de terrain en 1999.

#### Risques technologiques
Le risque de transport de matières dangereuses sur la commune est lié à sa traversée par des infrastructures routières ou ferroviaires importantes ou la présence d'une canalisation de transport d'hydrocarbures. Un accident se produisant sur de telles infrastructures est en effet susceptible d’avoir des effets graves au bâti ou aux personnes jusqu’à 350 m, selon la nature du matériau transporté. Des dispositions d’urbanisme peuvent être préconisées en conséquence.

## Toponymie
Le nom de la localité est attesté sous la forme latine Marboetum vers 1100.

## Histoire

### Préhistoire et antiquité
De nombreuses traces d'occupation gallo-romaine concernent les environs de Marboué et, en premier lieu, la villa gallo-romaine de Mienne qui attira les spécialistes au XIXe siècle lorsqu'elle fut mise au jour lors de la construction du pont actuel sur le Loir. Les toponymes des hameaux Vilsart (ferme bien tenue) et Villarmoy (ferme en recul) en sont d'autres exemples.

### Moyen Âge, Renaissance et Grand Siècle

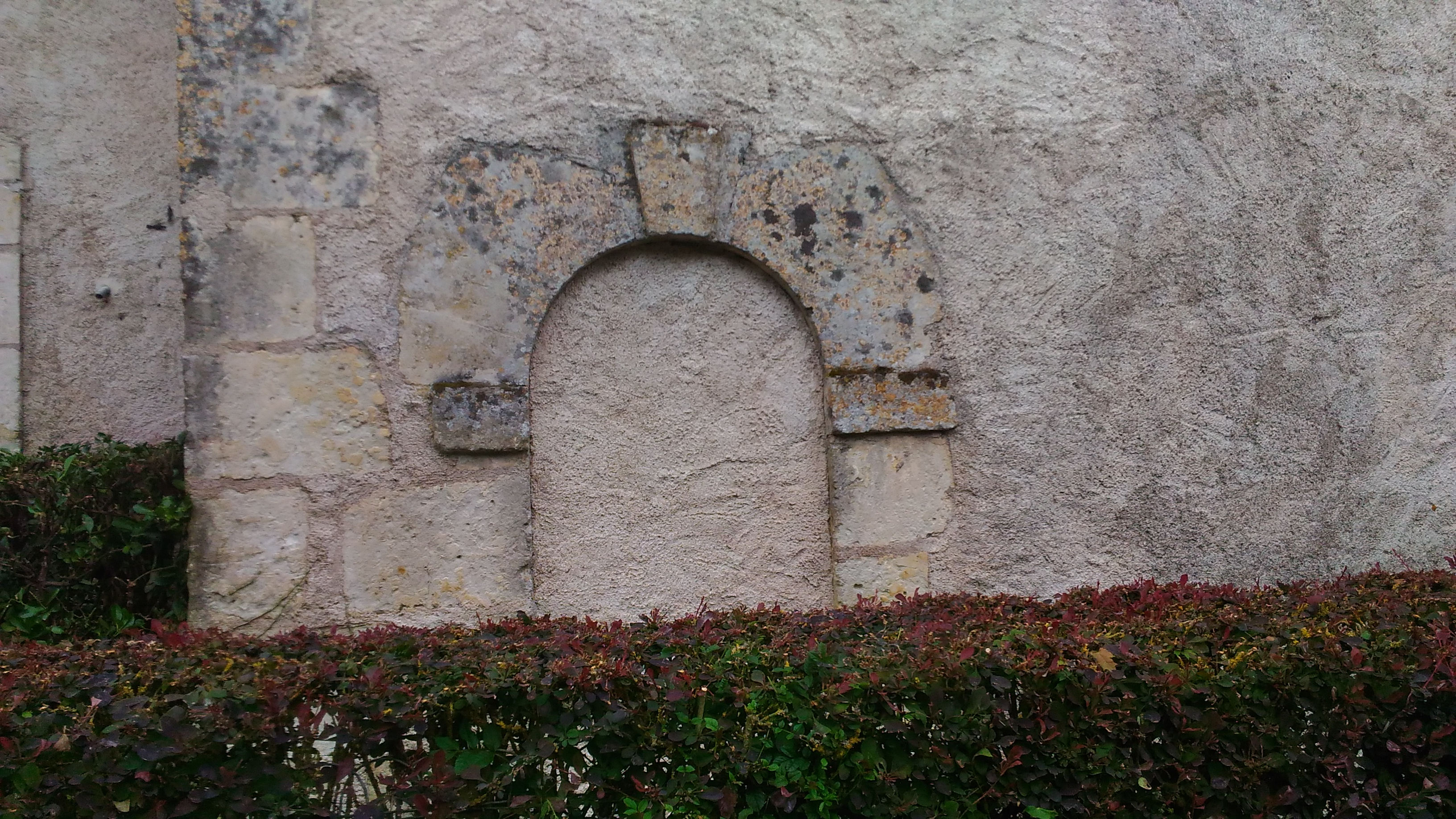
Porte présumée appartenir à l'ancien château du Plessis-Hugon. Détermination par géoréferencement du cadastre napoléonien.

Le Moulin d'Écoublanc, dont le nom se réfère à la confluence entre la Conie et le Loir, est connu dès le XIIIe siècle. Le Plessis-Hugon, dit aujourd'hui plus simplement Le Plessis, fut le siège d'une seigneurie avec une famille ayant plusieurs propriétés dans les environs. Du château, il ne subsiste que des communs.
La route royale de Paris à Bayonne est bâtie vers 1777. Elle effectue un coude dans le village par une avenue jusqu'à un fragile pont de bois sur le Loir immédiatement à l'est de l'actuelle piscine, longe cette rivière momentanément et reprend sa course sur le plateau pour dépasser Châteaudun.

### Époque contemporaine

#### XIXesiècle
Au XIXe siècle, l’État entreprend plusieurs travaux dans le village. Il construit un pont et une déviation pour la route de Paris à Bayonne et améliore le moulin d'Écoublanc.
En 1828, Marboué absorbe une partie de la commune de Saint-Lubin-d'Isigny et de ses hameaux, située sur le plateau ouest. Ce village disparait.
Le maréchal Ney logea au château des Coudreaux.

#### XXesiècle
En juin 1938 est ouverte la piscine-plage de Marboué[réf. nécessaire]. Première en date du département, elle est remplie d'eau de la rivière.
Pendant la Seconde Guerre mondiale, sous l'Occupation, le réseau Comète fait transiter les aviateurs alliés tombés au-dessus du Nord de la France et de la Belgique vers le camp de Fréteval, maquis de la Résistance.
En juin 1944, quelques jours après le débarquement, un groupe d'aviateurs (Johnson, Wickman, Hyde, Taylor, Blair, Krol) auparavant pour la plupart cachés à Paris, est en route vers le maquis de Fréteval à travers petites routes et chemins. Ils sont guidés par Virginia d'Albert-Lake et son mari Philippe, qui contribue au réseau à Paris, et Daniel Cogneau, professeur de gymnastique et résistant local sous le pseudonyme Henri.
Le convoi est surpris à la sortie sud du lieu-dit le Plessis, alors qu'une voiture d'Allemands s'engage sur la petite route menant au hameau. Virginia, arrêtée alors que le reste du convoi réussit à s'enfuir dans les bosquets en lisière du hameau, ne révèle ni les noms et adresses des résistants Dunois rencontrés durant la route, ni aucune information mettant en danger le camp de Fréteval.
Elle est déportée jusqu'à sa libération et décorée de la Légion d'honneur.

## Politique et administration

### Liste des maires
| Période                                  | Période     | Identité          | Étiquette | Qualité |
| ---------------------------------------- | ----------- | ----------------- | --------- | --- |
| Les données manquantes sont à compléter. |             |                   |           | |
| Mars 1995                                | 26 mai 2020 | Serge Fauve       | DVG-PS    | Cadre bancaire Conseiller général du canton de Châteaudun (1998-2015) Suppléant de la députée Marie-Hélène Aubert (1997-2002) |
| 26 mai 2020                              | En cours    | Gaëlle Chasseloup |           | Assistante commerciale en disponibilité                                                                                       |

## Population et société

### Démographie
L'évolution du nombre d'habitants est connue à travers les recensements de la population effectués dans la commune depuis 1793. Pour les communes de moins de 10 000 habitants, une enquête de recensement portant sur toute la population est réalisée tous les cinq ans, les populations de référence des années intermédiaires étant quant à elles estimées par interpolation ou extrapolation. Pour la commune, le premier recensement exhaustif entrant dans le cadre du nouveau dispositif a été réalisé en 2007.

En 2022, la commune comptait 1 124 habitants, en évolution de −0,79 % par rapport à 2016 (Eure-et-Loir : −0,23 %, France hors Mayotte : +2,11 %).
| 1793 | 1800 | 1806 | 1821 | 1831 | 1836  | 1841  | 1846  | 1851  |
| ---- | ---- | ---- | ---- | ---- | ----- | ----- | ----- | ----- |
| 690  | 645  | 626  | 686  | 830  | 1 044 | 1 024 | 1 047 | 1 107 |

| 1856  | 1861  | 1866  | 1872  | 1876 | 1881 | 1886 | 1891 | 1896 |
| ----- | ----- | ----- | ----- | ---- | ---- | ---- | ---- | ---- |
| 1 087 | 1 080 | 1 090 | 1 017 | 976  | 971  | 934  | 948  | 942  |

| 1901  | 1906  | 1911  | 1921 | 1926 | 1931 | 1936 | 1946 | 1954 |
| ----- | ----- | ----- | ---- | ---- | ---- | ---- | ---- | ---- |
| 1 005 | 1 028 | 1 001 | 832  | 830  | 799  | 793  | 855  | 900  |

| 1962  | 1968 | 1975 | 1982  | 1990  | 1999  | 2006  | 2007  | 2012  |
| ----- | ---- | ---- | ----- | ----- | ----- | ----- | ----- | ----- |
| 1 006 | 951  | 929  | 1 015 | 1 052 | 1 117 | 1 150 | 1 157 | 1 113 |

| 2017  | 2022  | - | - | - | - | - | - | - |
| ----- | ----- | - | - | - | - | - | - | - |
| 1 147 | 1 124 | - | - | - | - | - | - | - |

### Manifestations culturelles et festivités
La commune a accueilli dans les années 2000, et à cinq reprises, le festival de la Vache Folle, un festival de musiques actuelles.[réf. nécessaire]
Au début du XXIe siècle, le village accueillit une série de festivals musicaux (électlivals)[réf. nécessaire].

## Économie
Sur le bord de la route nationale 10 existe une zone d'activités économiques avec notamment la présence de l'usine Ebly.
La commune héberge aussi une centrale de méthanisation du groupe Vol-V qui injecte du biométhane dans le réseau de GRDF depuis 2018.

## Culture locale et patrimoine

### Lieux et monuments

#### Château des Coudreaux
Inscrit MH (1984).
Le château fut construit au XVIIIe siècle sur l'emplacement d'un ancien manoir. le maréchal Ney y habita.

#### Église Saint-Pierre
Classé MH (1908).
L'église possède un clocher commencé au XIIIe siècle et terminé à la Renaissance.

#### Villa gallo-romaine du Croc-Marbot
Elle fut fouillée au XIXe siècle. Une mosaïque et des chapiteaux du Ve siècle sont en dépôt au musée des Beaux-Arts et d'Histoire naturelle de Châteaudun.

#### Cimetière mérovingien
Il est situé à l'est du village.

#### Carrières de pierres
Ce sont des carrières souterraines, installées dans le coteau du Loir en aval du village, transformées en partie en champignonnière. On peut y voir des restes d'un four à chaux troglodytique.

Lieux et monuments de Marboué
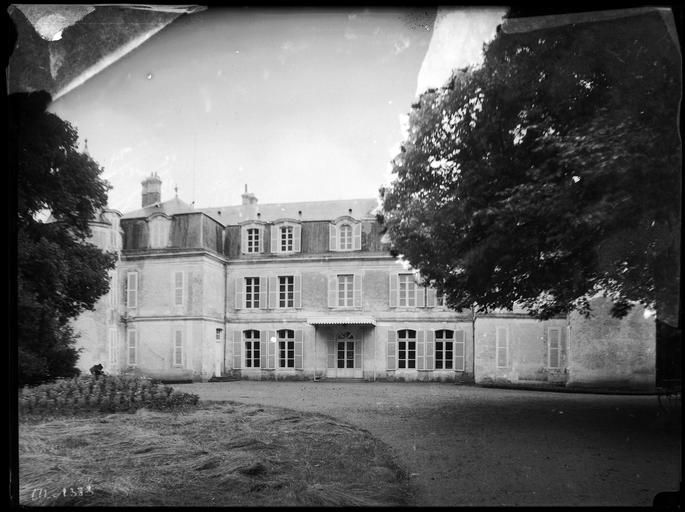
Le château des Coudreaux entre 1900 et 1920.
L'église Saint-Pierre, mur nord.
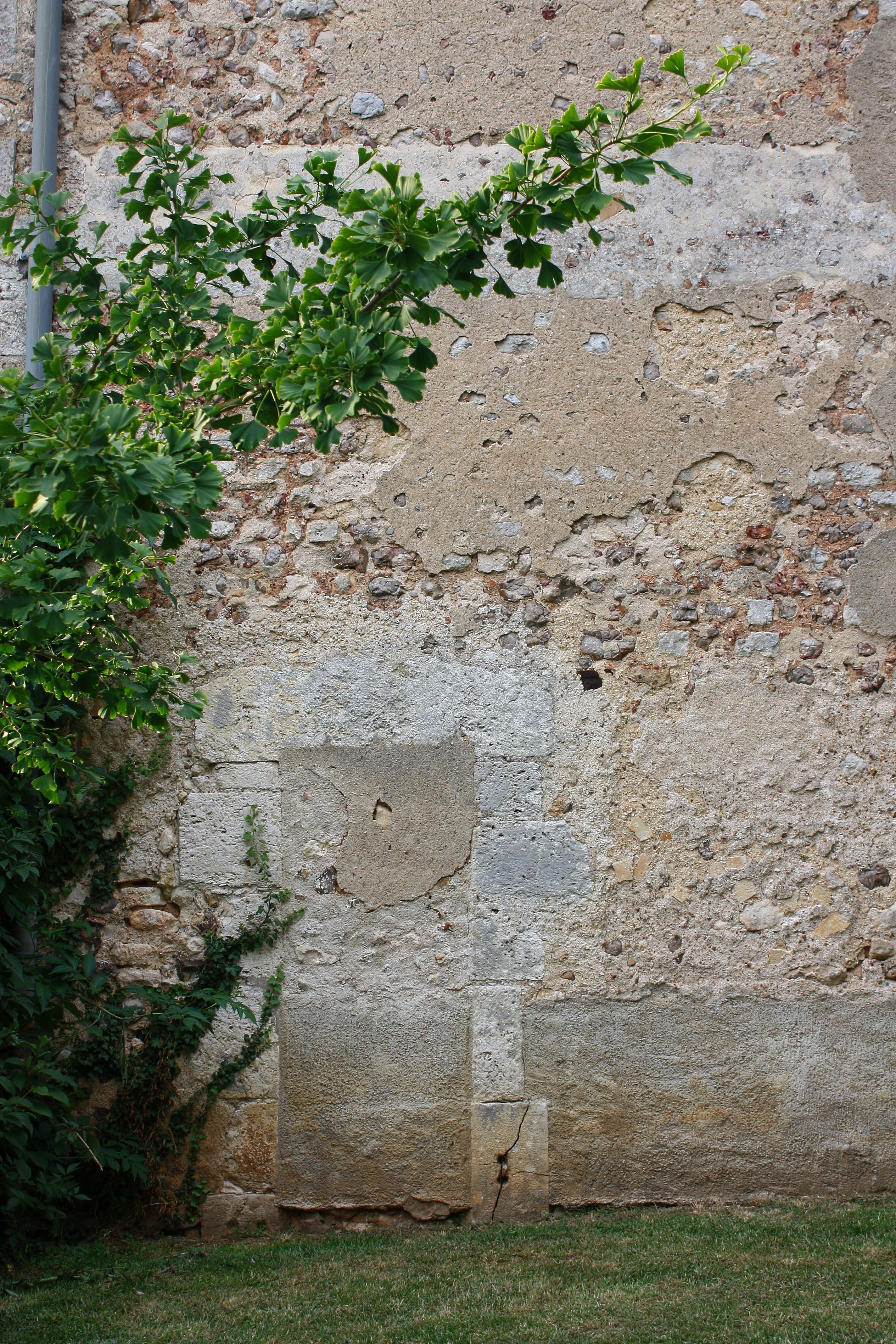
L'église Saint-Pierre, ancien portail.

### Personnalités liées à la commune
- Clément Marot (1496-1544) séjourna à Marboué dans l'ancien manoir des Coudreaux[29] ;
- Le maréchal Ney (1769-1815) résida au Château des Coudreaux de 1808 à 1815[29] ;
- Jules Péan (1830-1898), chirurgien, est né à Marboué le 29 novembre 1830. Une rue de la commune et de la ville de Châteaudun porte son nom.

### Héraldique
|  | Les armes de la commune se blasonnent ainsi : taillé au 1) d’azur à l’église d’argent, au 2) coupé de gueules et d’azur au pont droit de quatre arches d’argent maçonné de sable mouvant du flanc senestre et des traits de partition. |

### Anecdote
La commune est le lieu d'une anecdote devenue légende locale, La complainte des amants de Marboué : au début du XIXe siècle, deux amants, les amants de Marboué, se sont suicidés, ne pouvant obtenir l'accord pour se marier de leurs familles respectives.